# あおいちゃん
あおいちゃんは、プロダクション人力舎に所属する日本のお笑いコンビ。スクールJCA29期生。

## メンバー
おもて（1997年5月21日（28歳）- ）
石川県かほく市出身、血液型はA型。
身長176 cm、体重80 kg。BWHはそれぞれ96・82・93。頭58 cm、足28 cm。
趣味はウルトラマンシリーズ鑑賞・B級映画鑑賞・ウマ娘プリティーダービー（アプリ）・パチンコ・熟女観察。
特技はウルトラマンギャグ・野球（小学～大学まで）・1人でプロレスの試合を再現可能・どんな物や生物でも平気で触れる事。

みむ（1997年1月11日（28歳）- ）
岡山県倉敷市出身、血液型はB型。
身長168 cm、体重62 cm。BWHはそれぞれ83・74・90。頭59 cm、足26.5 cm。
趣味はスパイスカレー作り・ヒョウモントカゲモドキの飼育・無印良品めぐり。
特技はモノマネ（馬の鳴き声、無印良品の店員、ドラゴンボールなど）・美味しそうに食べる事。

## 来歴
スクールJCA29期出身によって結成。2023年から2年連続でキングオブコントで準々決勝進出、同年に開催された第8回白黒-1グランプリにて優勝を果たした。

## 賞レース戦績

### M-1グランプリ
| 年度（回）       | 結果      | No.  | 会場                       | 備考 |
| ---------------- | --------- | ---- | -------------------------- | ---- |
| 2020年（第16回） | 1回戦敗退 | 4488 | シダックスカルチャーホール |      |
| 2021年（第17回） | 2回戦進出 | 3418 | 雷5656会館ときわホール     |      |
| 2022年（第18回） | 2回戦進出 | 3404 | 雷5656会館ときわホール     |      |
| 2023年（第19回） | 2回戦進出 | 5955 | 雷5656会館ときわホール     |      |
| 2024年（第20回） | 2回戦進出 | 5030 | 雷5656会館ときわホール     |      |

### キングオブコント
| 年度   | 結果         |
| ------ | ------------ |
| 2021年 | 1回戦敗退    |
| 2022年 | 2回戦進出    |
| 2023年 | 準々決勝進出 |
| 2024年 | 準々決勝進出 |

### その他
- 2023年 UNDER5 AWARD 3回戦進出[9]
- 2023年 第8回白黒-1グランプリ 優勝[4]
- 2024年 UNDER5 AWARD 準決勝進出[10]
- 2025年 UNDER5 AWARD 準決勝進出

## 出演

### テレビ
- ジェシカ美術部（テレビ朝日、2023年5月31日）
- 目指せ!!アウトレット芸人8（チバテレ、2023年10月16日）
- 白黒アンジャッシュ（チバテレ、2023年12月26日）
- お願い!ランキング presents そだてれび（テレビ朝日、2024年1月9日） ※みむがドラマ「漫画家コマキ魔奇の空腹」にマグロマートの店員役として出演。

### ラジオ
- マイナビ Laughter Night（TBSラジオ、2023年6月2日[11]・2024年7月5日[12]）
- ジェネZZ（bayfm、2023年11月14日[13]）

### ネット配信
- 佐久間宣行のNOBROCK TV（YouTube、2022年3月12日）コーナー「【新企画】そんな先生絶対いない! 見たことない爆笑ネタ10連発!」

### ライブ
- バカ爆走!（事務所ライブ、新宿Fu-）
- どっきん!（事務所ライブ、新宿バティオス）
- そうゆうカルチャ～ に（2022年10月21日、野方区民ホール）[14]
- 真空ジェシカ寄席「寄席崎心中」（2023年3月23日、東京・北沢タウンホール）[15]
- 第3回バカ爆杯 ～決勝戦～（2023年4月1日、新宿Fu-）[16]
- 秋ネーター2023～ネタと企画でチーム対抗戦～（2023年9月13日、渋谷さくらホール）[17]
- もてあそばれる24組のネタライブ「審査委員長は真空ジェシカ2」（2023年9月14日、渋谷さくらホール）[17]
- あおいちゃん×花ブービー ツーマンライブ『アオクラッシュ』（2025年1月14日、新宿バティオス）[18]